# Поццо, Андреа
Андре́а дель По́ццо, также Даль Поццо Андреа дель Поцци (итал. Andrea del Pozzo, Dal Pozzo, Andrea del Pozzi; 30 ноября 1642[…], Тренто, Трентское епископство, Габсбургская монархия — 31 августа 1709[…], Вена) — итальянский живописец, декоратор, архитектор и теоретик искусства. Крупнейший мастер стиля римского барокко периода Контрреформации. Член ордена иезуитов в Риме. Виртуозный мастер иллюзионистической плафонной росписи «под потолок» (итал. pittura di sotto in sù). Автор двухтомного трактата по теории перспективы для живописцев и архитекторов: «Живописная и архитектурная перспектива» (Perspectiva Pictorum et Architectorum, 1693—1700).

## Биография
Родился в Тренто (в графстве Тироль, принадлежавшем Австрии), изучал гуманитарные науки в местной иезуитской школе. Он прекрасно говорил по-итальянски и по-немецки. Отец, заметив склонность сына к изобразительному искусству, в 1665 году отправил его учиться на художника в Милан, где Андреа стал мирским членом Общества Иисуса (ордена иезуитов). Его первым учителем живописи, вероятно, был Якопо Пальма Младший, а затем неизвестный художник из мастерской Андреа Сакки. Он продолжал художественное образование в Генуе и Венеции.
Андреа Поццо много путешествовал, работал в Ломбардии, Пьемонте, Венето, Лигурии. С 1681 года — в Риме. Во время недолгих пребываний в разных городах Италии оставил фрески в церквях Ареццо, Монтепульчано, Сансеполькро, Модене и Комо. В 1703 году император Леопольд I вызвал его в Вену, где художник находился с 1704 года до своей смерти в 1709 году. У него было много последователей в Венгрии, Богемии, Моравии, Словакии и Польше. Поццо умер в Вене перед тем, как он намеревался вернуться в Италию, чтобы спроектировать новую иезуитскую церковь в Венеции. Он был похоронен с большими почестями в церкви иезуитов в Вене, которую он до того прославил своими росписями.
Его учеником был Агостино Коллачерони. Брат Андреа Поццо, Джузеппе, монах «Ордена босоногих кармелитов» из Венеции, также был художником: архитектором, скульптором и живописцем. Он украсил главный алтарь церкви Скальци в этом городе в последние годы XVII века.

## Творчество

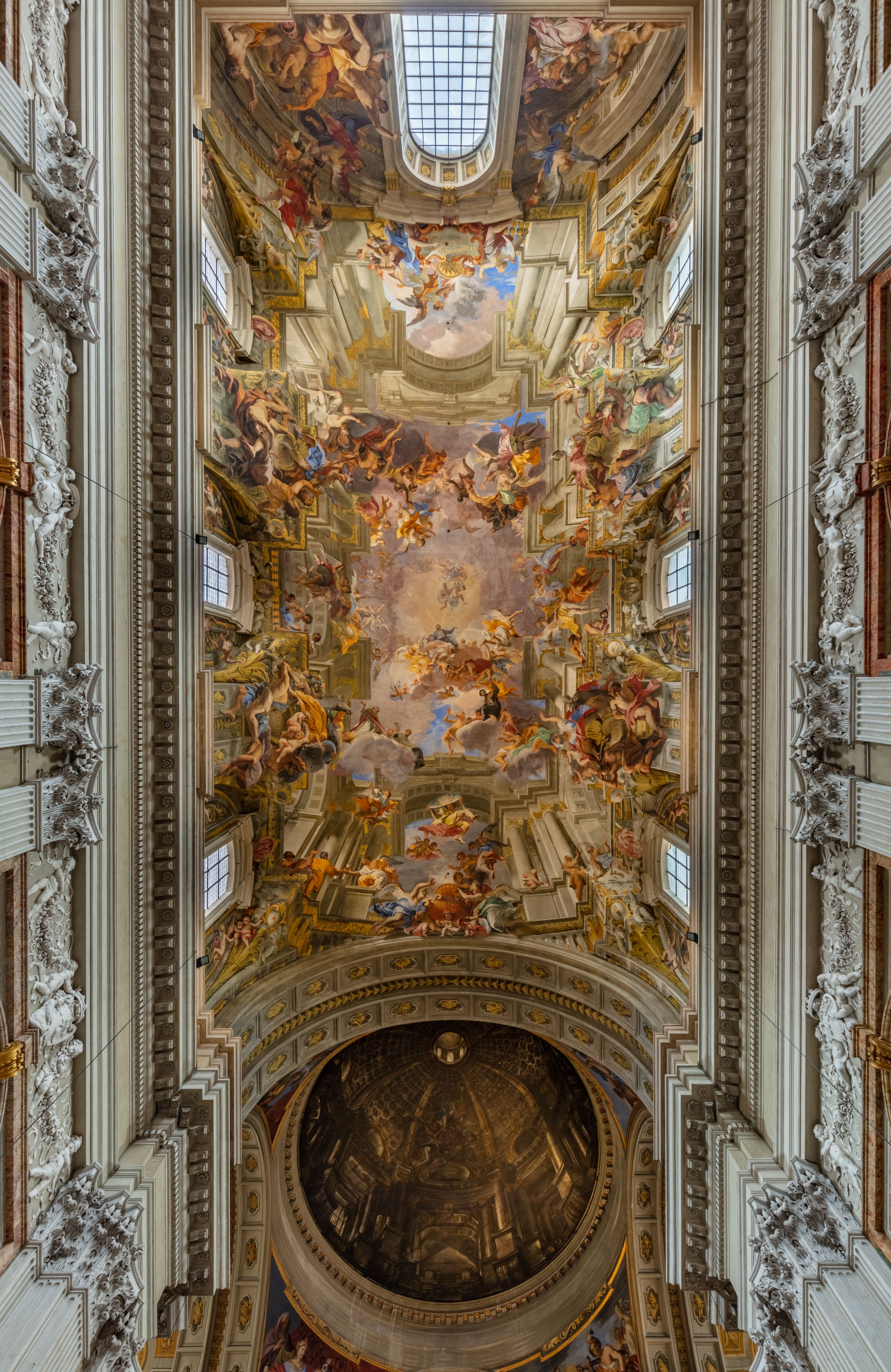
Плафон церкви Сант-Иньяцио. 1691—1694

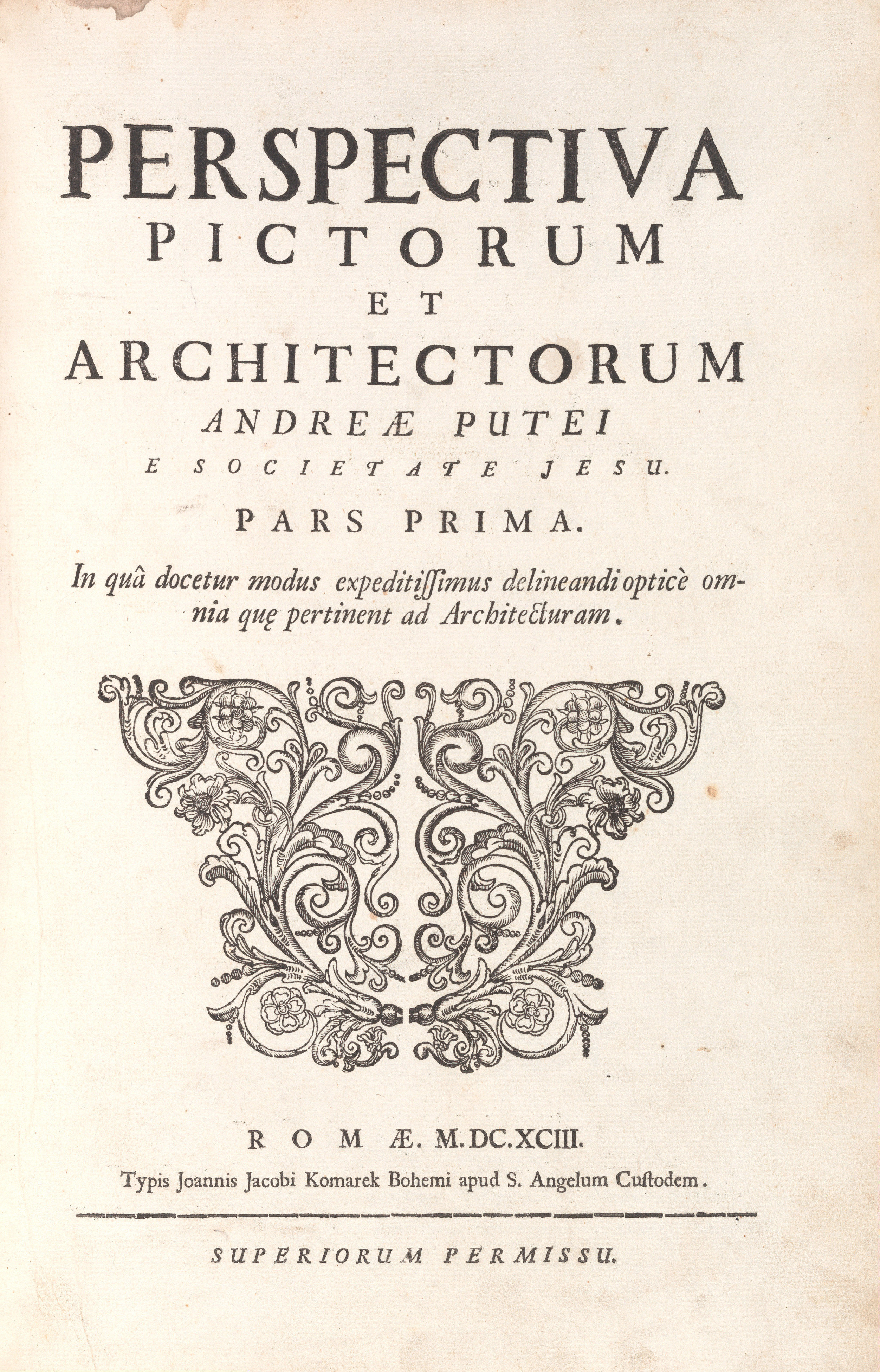
Титульный лист трактата «Perspectiva Pictorum et Architectorum». Издание 1693 г.

Ранние произведения Андреа Поццо свидетельствуют о влиянии ломбардской школы: яркие, насыщенные цвета, жёсткие контуры и игра светотени. Когда Поццо писал в Генуе фрески на тему «Жизнь Иисуса» для гильдии торговцев, то его, несомненно, вдохновляли произведения Питера Пауля Рубенса. Первой большой работой Поццо стала роспись плафона церкви Сан-Франческо-Ксавье в Мондови (Пьемонт, 1676). От потолочной фрески (1678) туринской церкви Святых Мучеников (Chiesa dei Santi Martiri) сохранились только фрагменты: роспись постепенно разрушалась под воздействием просачивающейся воды и в 1844 году была записана Луиджи Ваккой.
В 1681 году генерал ордена иезуитов Джованни Паоло Олива вызвал художника в Рим, где он вначале работал в качестве оформителя религиозных театрализованных представлений. В Риме Андреа Поццо создал свои самые важные произведения: росписи Капеллы Винья (в монастыре младших братьев Сан-Антонио алле-Терме в Сан-Сабе, 1682); оформление коридора Исповедальни (Casa Professa), пристроенного к церкви Иль-Джезу (1682—1686), а также комнат Святого Игнатия де Лойолы (Camere di Sant’Ignazio di Loyola), основателя и небесного покровителя ордена иезуитов, с росписями из истории жизни святого дополняющими картины, выполненными ранее Жаком Куртуа.
В церкви Сант-Иньяцио Поццо создал живописную имитацию купола средокрестия со сценой вознесения Св. Игнатия, внушительное убранство трибуны и свода, изображающие славу святого (1685—1694) с эффектами квадратуры и «обмана зрения» (фр. trompe-l'œil — «обманчивый глаз», «обманчивая видимость»), тем самым придав важное значение жанровой разновидности плафонных росписей, получивших в дальнейшем название: «росписи снизу вверх, под потолок» (итал. pittura di sotto in sù). 
У церкви, освящённой ещё в 1642 году, из-за недостатка средств так и не был возведён купол. Андреа Поццо на холсте диаметром 17 метров создал мастерскую иллюзию, так, что зритель, находясь в церкви, видит свод несуществующего купола с изображением Апофеоза Святого Игнатия. В нефе церкви экспонируется макет этой же церкви, созданный по расчётам Поццо. На макете барабан с куполом, нарисованным художником на плафоне, сделан в реальном объеме. Таким образом возникает своеобразная инверсия: иллюзорное изображение на поверхности воплощается на макете в действительном пространстве.
Роспись свода нефа посвящена небесной Славе основателя ордена: Gloria di Sant’Ignazio (1691—1694). Композиция прославляет миссионерскую деятельность ордена иезуитов во всех частях света. Поццо трактует тему в воинственном ключе, присущем духу Контрреформации — вместо традиционных евангелистов и Отцов церкви художник изобразил победоносных воинов, героев Ветхого Завета: Юдифь и Олоферна, Давида и Голиафа, Иаиль и Сисару, Самсона и филистимлян.
На фреске нефа небесный свет, исходя от Бога Отца через Бога Сына, падает на Святого Игнатия и, разбиваясь на четыре луча, озаряет четыре континента. Следующий луч освещает имя Иисуса. Так Поццо иллюстрировал слова Христа: «Огонь пришел Я низвесть на землю, и как желал бы, чтобы он уже возгорелся!» (Лк. 12:49) и Игнатия Лойолы: «пойдите и зажгите всё». В центре плафона видна фигура Святого Игнатия, в прорыве облаков возносящаяся к небу. Предполагается, что в процессе работы Андреа Поццо использовал трактат «Иконология» Чезаре Рипы для изображения четырёх сторон света — Европы, Азии, Африки и Америки.
А. Поццо был не только живописцем и архитектором, но также математиком, геометром и астрономом. Для росписи потолка он использовал сконструированные им же проекционные фонари, позволявшие переносить на плоскость нарисованные в эскизах архитектурные детали и фигуры в нужных ракурсах. В итоге возникает полная, хотя и несколько навязчивая, искусственная, иллюзия перспективного схождения линий в центральной точке свода. При этом оптимальное положение зрителя отмечено металлической пластиной, вмонтированной в пол нефа.
В 1694 году Андреа Поццо объяснял свои иллюзорные приёмы в письме Антону Флориану, принцу Лихтенштейна и послу императора Леопольда I при папском дворе в Риме. По рекомендации принца Лихтенштейна императору, Андреа Поццо создал похожую, но менее грандиозную композицию расписного плафона в Церкви иезуитов в Вене. Наиболее значительная сохранившаяся работа в Вене — монументальная потолочная фреска «Зала Геркулеса» Садового дворца Лихтенштейнов «Допуск Геракла на Олимп» (1707), которая, согласно источникам, вызывала большое восхищение у современников. Благодаря иллюзионистским эффектам архитектурная картина начинает разворачиваться у границы плафона, при этом «потолок словно открывается».
В 1697 году художнику было поручено оформить алтари в апсиде церкви Сант-Иньяцио, в том же «стиле контрреформации» с изображениями сцен из жизни святого Игнатия. В этих алтарях хранятся мощи святого Алоизия Гонзаги и святого Иоанна Берхманса (1697—1699). Поццо также оформил капеллу и главный алтарь церкви Иль-Джезу во Фраскати (1699—1700). Из Рима он послал для Общества Иисуса, проекты оформления церквей Рагузы (ныне Дубровник) и Любляны (1699).
Церковь Сан-Иньяцио послужила образцом для других церквей, построенных иезуитами в Италии, Австрии и Германии. Тем временем Андреа Поццо продолжал писать фрески и «иллюзорные купола» в Турине, Мондови, Модене, Монтепульчано и Ареццо. В римской церкви Сант-Андреа-аль-Квиринале он написал сцены из жизни святого Станислава Костки (польского монаха-иезуита) в капелле его имени и в капелле Св. Игнатия. Он также написал алтарную картину приходской церкви Святого Михаила в Бриксене (известную своей Белой башней), на которой изображена битва Архангела Михаила с Люцифером.
Между 1701 и 1702 годами Поццо проектировал иезуитские церкви Сан-Бернардо и Кьеза-дель-Джезу в Монтепульчано, но его планы относительно последней церкви были реализованы лишь частично.

## Трактат «Живописная и архитектурная перспектива»
Свои художественные идеи Андреа Поццо сформулировал в известном теоретическом труде под названием «Живописная и архитектурная перспектива» (Perspectiva Pictorum et Architectorum, 2 тома: 1693, 1698), иллюстрированном 118 гравюрами, с посвящением императору Леопольду I. В трактате Поццо привёл инструкции по созданию архитектурных перспектив и декораций. Эта работа была одним из первых руководств по перспективе для живописцев и архитекторов, она выдержала множество изданий, даже в XIX веке, и была переведена с оригинального латинского и итальянского текстов на множество языков, таких как французский, немецкий, английский и даже китайский — везде, где действовали иезуиты.
В книге Поццо есть несколько проектов, которые не были реализованы, а также проект церкви Св. Аполлинария в Риме, который был использован для иезуитской церкви Сан-Франческо Саверио (1700—1702) в Тренто. Интерьер этой церкви также был спроектирован Поццо.

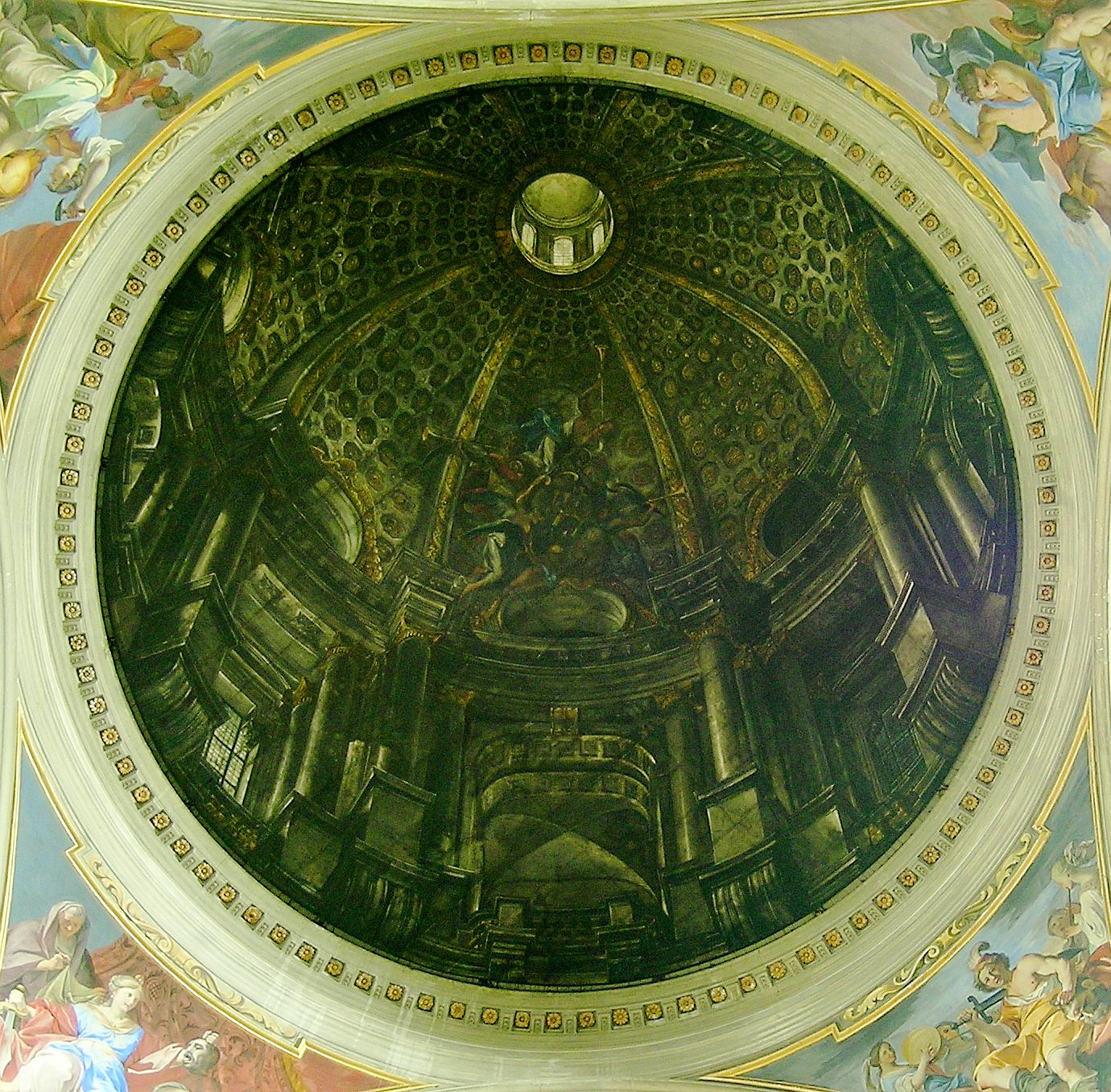
Имитация купольного свода в церкви Сант-Иньяцио со сценой вознесения Св. Игнатия
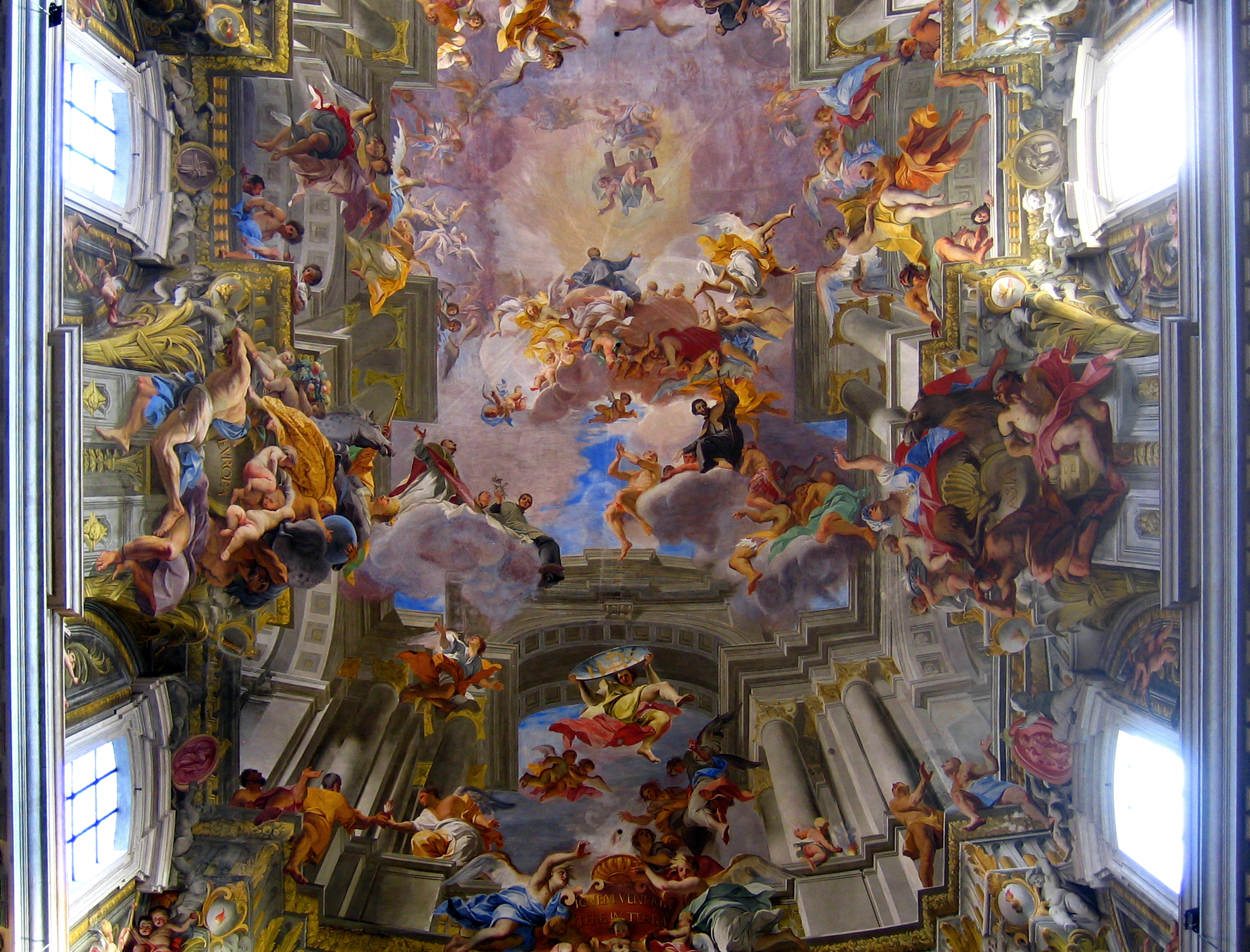
Плафон церкви Сант-Иньяцио. 1691—1694. Деталь
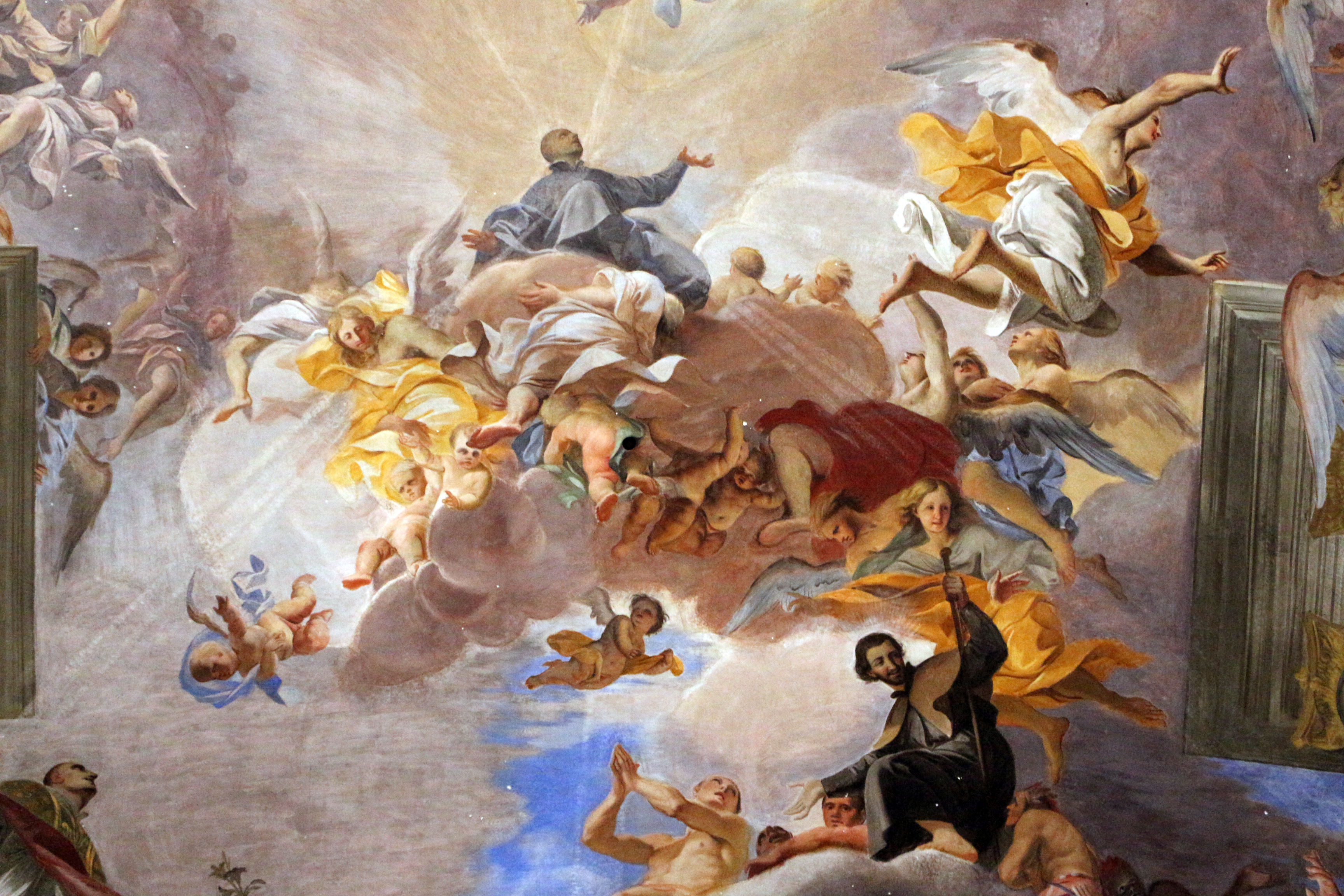
Детали фрески плафона
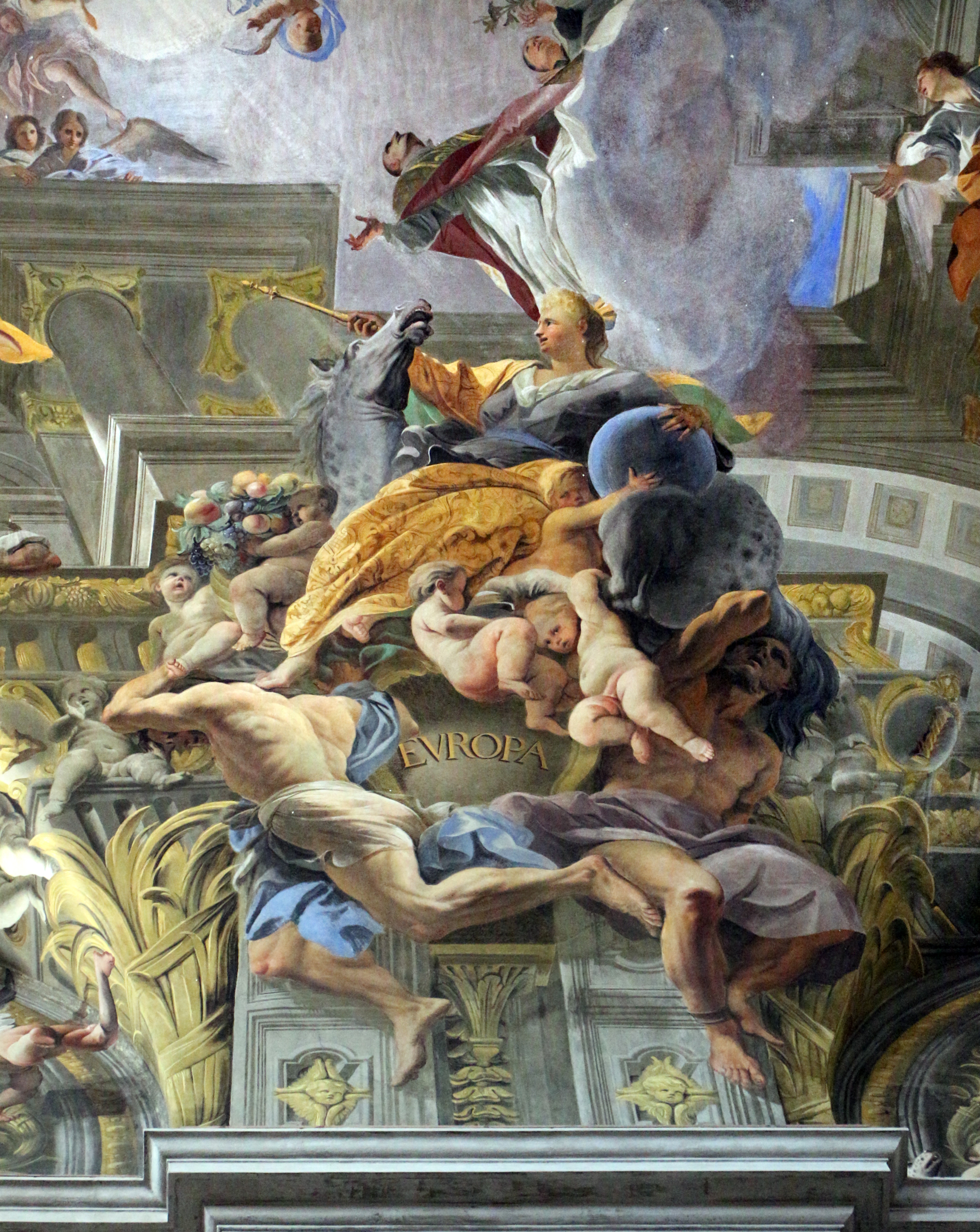
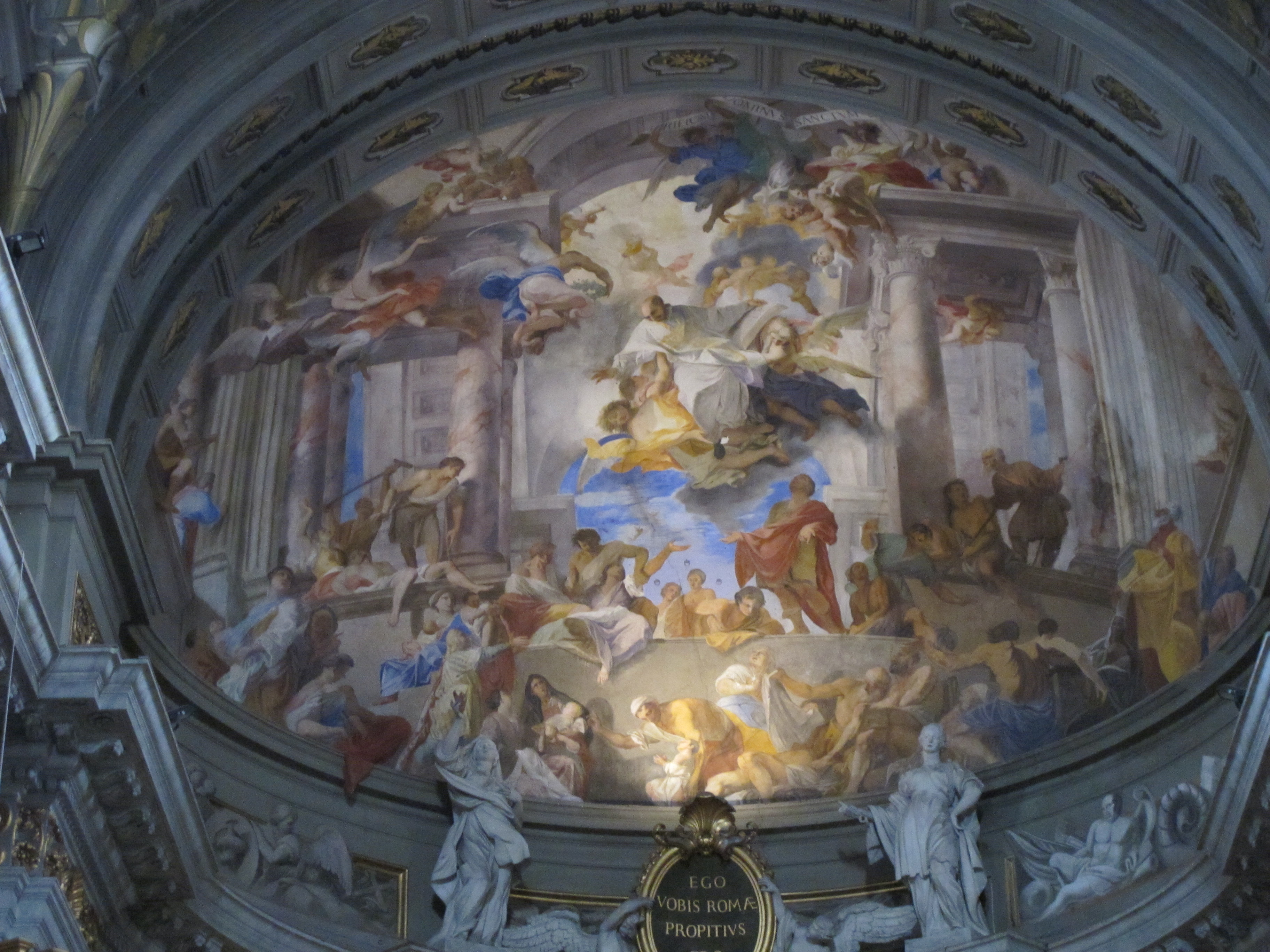
Роспись конхи главного алтаря церкви Сант-Иньяцио. 1685-1688
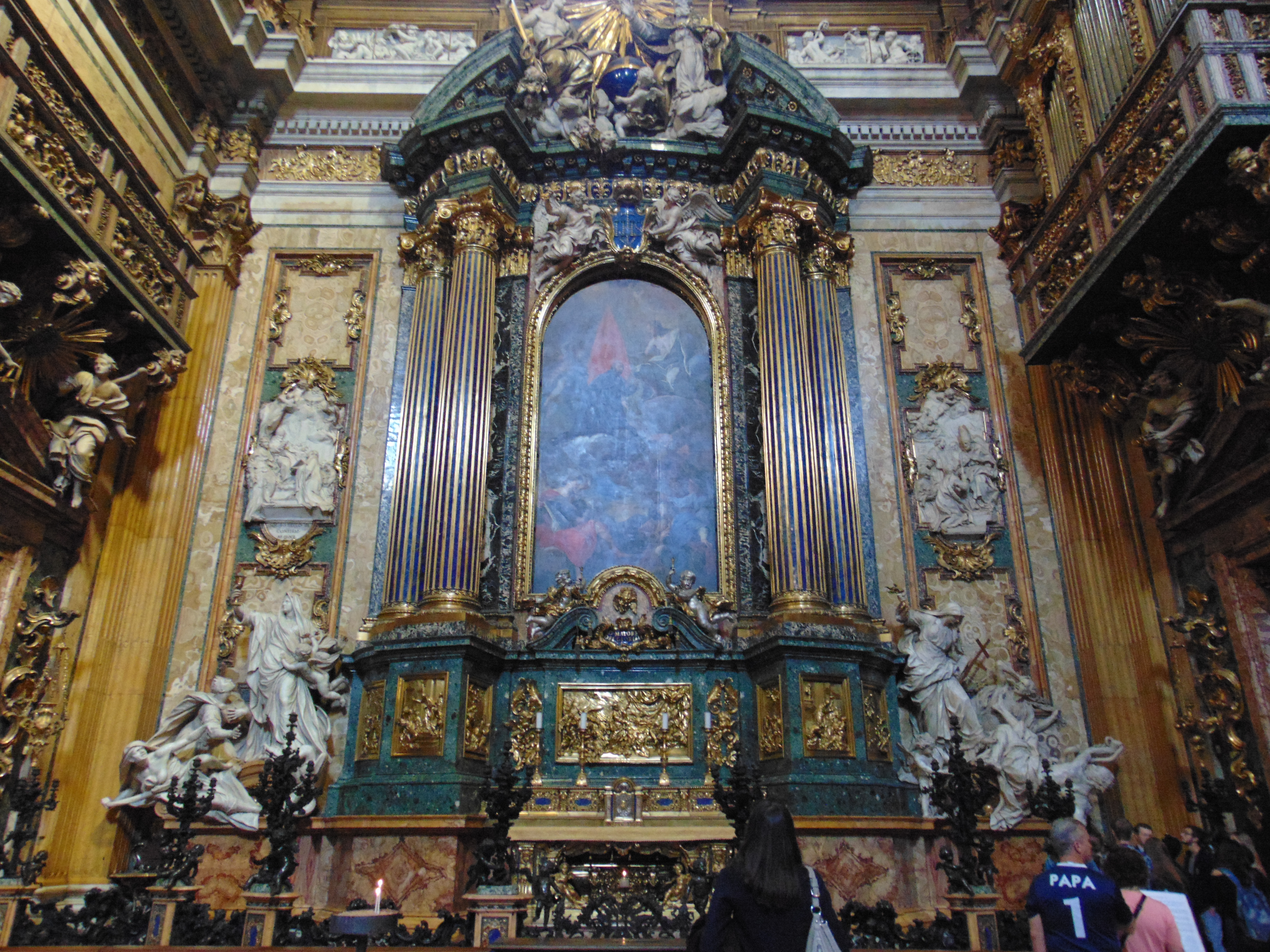
Алтарь Святого Игнатия. 1697. Церковь Иль-Джезу
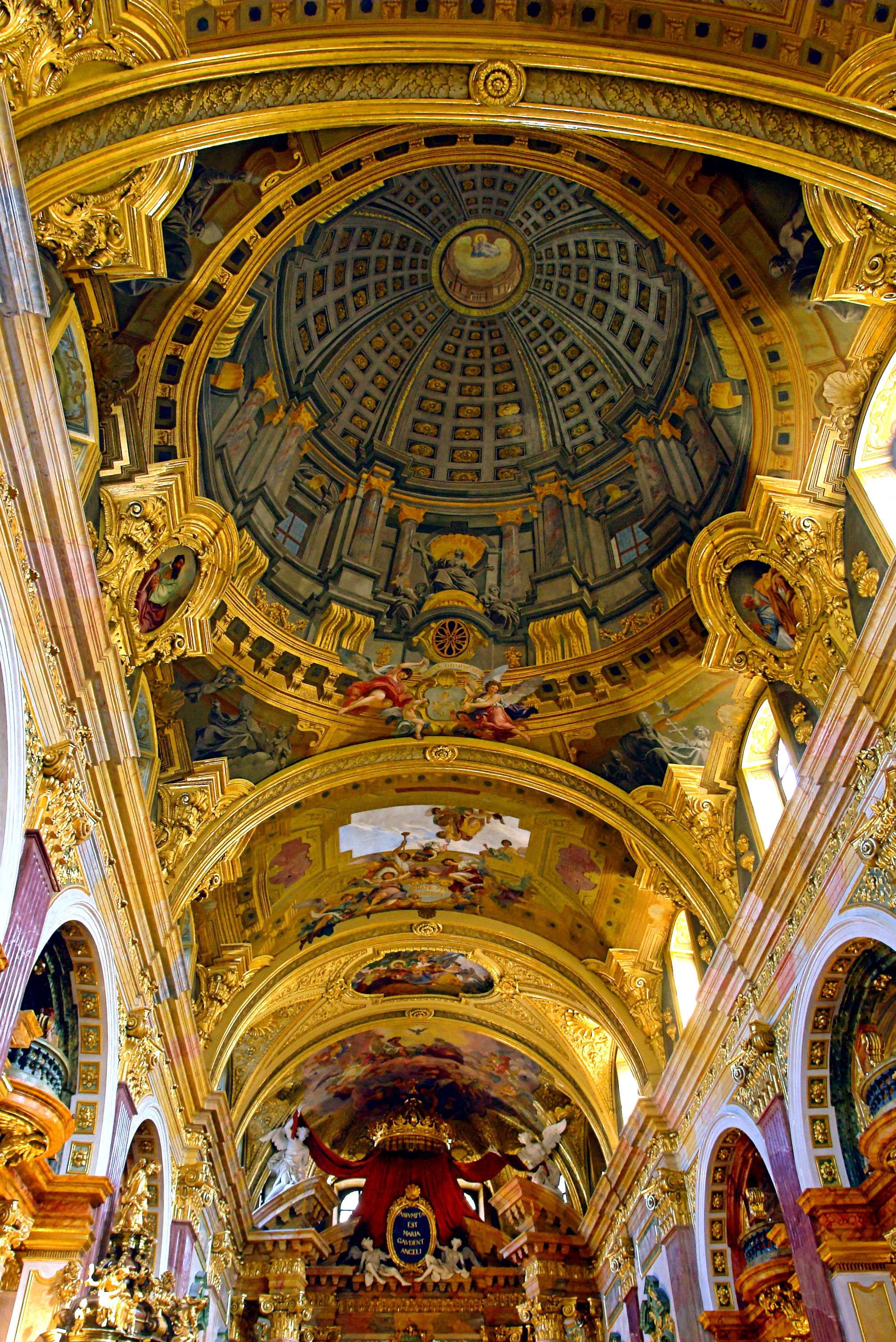
Плафон в венской Церкви иезуитов. 1703